# Method of Moving Asymptotes
Die Method of Moving Asymptotes (MMA) stellt eine Optimierungsstrategie dar, welche primär in der Strukturoptimierung angewandt wird. Hierbei werden Zielfunktion und Nebenbedingungen des ursprünglich nichtlinearen Optimierungsproblems (NLP) innerhalb jeder Iteration durch linear reziproke Approximationen ersetzt. Diese resultieren in einem konvexen und separierbaren Unterproblem, welches mithilfe dualer oder primal-dualer Verfahren effizient gelöst werden kann.